# Евровидение-2026
Конкурс песни «Евровидение-2026» (англ. Eurovision Song Contest 2026; фр. Concours Eurovision de la chanson 2026; нем. Eurovision Liedwettbewerb 2026) — предстоящий юбилейный 70-й конкурс песни «Евровидение», который пройдёт в Вене, Австрия, после победы певца JJ на конкурсе 2025 года с песней «Wasted Love». Австрия примет конкурс в третий раз (после побед в 1966 и 2014 годах).

## Место проведения
После победы Австрии на конкурсе 2025 года несколько городов страны выразили заинтересованность в проведении конкурса 2026 года. Генеральный директор ORF Роланд Вайсманн отметил, что при выборе места проведения важны соответствие площадки требованиям и близость к аэропортам. Программный директор ORF Стефани Гройсс-Хоровиц подчеркнула, что в последние годы в Австрии не строились новые крупные арены, однако она призвала муниципалитеты с жизнеспособными проектами подавать заявки.
18 мая 2025 года мэр Вены Михаэль Людвиг подтвердил, что город намерен участвовать в конкурсе на проведение мероприятия. В тот же день Грац сообщил о намерении подать заявку; мэр Эльке Кар указала на Stadthalle Graz как на подходящую площадку. Также в Граце менеджер и оператор Schwarzl Freizeit Zentrum Клаус Лойтгеб предложил использовать эту площадку. В этот же день Инсбрук и Вельс подтвердили планы участвовать в конкурсе: первый предложил Олимпийский зал, а второй — новый выставочный центр. Оберварт также выразил заинтересованность в проведении конкурса 2026 года. 19 мая мэр Санкт-Пёльтена Маттиас Штадлер предложил использовать VAZ St. Pölten в качестве возможной арены. 26 мая Эбрайхсдорф представил проект проведения мероприятия в временной арене.
Клагенфурт отказался от подачи заявки, а правительство земли Каринтия, где расположен Клагенфурт, напомнило, что ещё при подготовке к конкурсу 2015 года выяснилось, что «Вёртерзе-Штадион» требует «дорогостоящих доработок» для соответствия требованиям. В результате было признано, что проведение мероприятия в этом регионе «невозможно». Зальцбург в конечном итоге также отказался от подачи заявки; мэр Бернхард Ауингер объяснил это ограниченным бюджетом и отсутствием подходящей площадки, такой как Salzburgarena. Однако правительство земли Зальцбург выразило осторожный оптимизм: представитель заместителя губернатора и государственного советника по туризму Штефана Шнёлля отметил, что при «прагматичном и творческом подходе» в регионе всё же может быть найдено подходящее место.
2 июня 2025 года ORF объявил о начале конкурсной процедуры, в рамках которой города и муниципалитеты могли заявить о своём интересе к проведению конкурса. Заинтересованным сторонам были предоставлены подробные тендерные документы, а крайний срок подачи заявок был установлен на 4 июля 2025 года. 15 июня 2025 года Эбрайхсдорф вышел из борьбы за право проведения «Евровидения-2026». 20 июня Оберварт официально уведомил ORF о выходе из процесса подачи заявки, посчитав дальнейшее участие невозможным из-за несоответствия инфраструктуры требованиям конкурса. 27 июня мэр Граца Эльке Кар объявила, что город отказывается от подачи заявки из-за высокой стоимости организации и отсутствия финансовых гарантий со стороны федеральных и земельных властей. 1 июля Вельс также отказался от участия, сославшись на несоответствие площадки техническим требованиям и превышение бюджета. В результате единственными городами, подавшими заявки в установленный срок, стали Вена и Инсбрук.
20 августа 2025 года Европейский вещательный союз и австрийский национальный вещатель ORF объявили Вену городом проведения «Евровидения-2026». Конкурс состоится на арене Wiener Stadthalle, которая уже принимала «Евровидение» в 2015 году. На площади Ратхаусплац будет организована «Евродеревня», где пройдут выступления участников и местных артистов, а также трансляции шоу для публики. Венская ратуша станет площадкой «Евроклуба», в котором состоятся официальные вечеринки, закрытые концерты участников, а также 10 мая 2026 года пройдут церемония открытия и «Бирюзовая дорожка», на которых конкурсанты и их делегации будут представлены прессе и поклонникам. Обе площадки выполнят те же функции, что и в 2015 году.
| Город         | Место проведения         | Вместимость | Примечание | Ист.          |
| ------------- | ------------------------ | ----------- | --- | ------------- |
| Вена          | Wiener Stadthalle        | 16 000      | Арена принимала Евровидение в 2015 году. | [ 24 ] [ 28 ] |
| Вельс и Линц  | Messe Wels               | до 15 000   | Совместная заявка, предполагается проведение шоу в Вельсе. Арена находится в стадии строительства, завершение — март 2026 года. Город отозвал заявку 1 июля 2025 года. | [ 21 ] [ 29 ] |
| Грац          | Stadthalle Graz          | 11 030      | Поддержка со стороны председателя Социал-демократической партии Австрии. Город отозвал заявку 27 июня 2025 года.                                                       | [ 20 ] [ 30 ] |
| Грац          | Schwarzl Freizeitzentrum | —           | Поддержка со стороны председателя Социал-демократической партии Австрии. Город отозвал заявку 27 июня 2025 года.                                                       | [ 20 ] [ 30 ] |
| Инсбрук       | Olympiahalle Innsbruck   | 12 000      | Олимпийская арена, где проходили соревнования по фигурному катанию и хоккею на зимних Олимпийских играх 1964 и 1976 годов. Город официально подал заявку.              | [ 31 ]        |
| Оберварт      | Messe Oberwart           | ~4 000      | Город отозвал заявку 20 июня 2025 года. | [ 8 ] [ 19 ]  |
| Санкт-Пёльтен | VAZ St. Pölten           | ~6 000      | Город проявил интерес, но официальная заявка не была подтверждена. | [ 9 ]         |
| Эбрайхсдорф   | Временная арена          | 20 000      | Предлагалась временная арена на 20 000 и фан-зона на 30 000 зрителей. Город отозвал заявку 15 июня 2025 года.                                                          | [ 10 ] [ 18 ] |

     Город проведения
     Подали заявку

## Участники
По состоянию на 20 августа 2025 года, 20 стран подтвердили участие в конкурсе.

### Полуфиналы
| Страна      | Исполнитель                      | Песня                            | Перевод                          | Язык                             |
| ----------- | -------------------------------- | -------------------------------- | -------------------------------- | -------------------------------- |
| Азербайджан |                                  |                                  |                                  |                                  |
| Албания     | Определится в декабре 2025 года  | Определится в декабре 2025 года  | Определится в декабре 2025 года  | Определится в декабре 2025 года  |
| Греция      |                                  |                                  |                                  |                                  |
| Дания       | Определится 14 февраля 2026 года | Определится 14 февраля 2026 года | Определится 14 февраля 2026 года | Определится 14 февраля 2026 года |
| Израиль     |                                  |                                  |                                  |                                  |
| Кипр        |                                  |                                  |                                  |                                  |
| Латвия      | Определится 14 февраля 2026 года | Определится 14 февраля 2026 года | Определится 14 февраля 2026 года | Определится 14 февраля 2026 года |
| Литва       | Определится 27 февраля 2026 года | Определится 27 февраля 2026 года | Определится 27 февраля 2026 года | Определится 27 февраля 2026 года |
| Люксембург  | Определится 24 января 2026 года  | Определится 24 января 2026 года  | Определится 24 января 2026 года  | Определится 24 января 2026 года  |
| Мальта      |                                  |                                  |                                  |                                  |
| Нидерланды  |                                  |                                  |                                  |                                  |
| Норвегия    |                                  |                                  |                                  |                                  |
| Сербия      |                                  |                                  |                                  |                                  |
| Финляндия   | Определится 28 февраля 2026 года | Определится 28 февраля 2026 года | Определится 28 февраля 2026 года | Определится 28 февраля 2026 года |
| Швейцария   |                                  |                                  |                                  |                                  |
| Швеция      |                                  |                                  |                                  |                                  |

### Финал
| Страна                   | Исполнитель                      | Песня                            | Перевод                          | Язык                             |
| ------------------------ | -------------------------------- | -------------------------------- | -------------------------------- | -------------------------------- |
| Австрия (страна-хозяйка) | Определится в феврале 2026 года  | Определится в феврале 2026 года  | Определится в феврале 2026 года  | Определится в феврале 2026 года  |
| Великобритания           |                                  |                                  |                                  |                                  |
| Германия                 |                                  |                                  |                                  |                                  |
| Испания                  | Определится 14 февраля 2026 года | Определится 14 февраля 2026 года | Определится 14 февраля 2026 года | Определится 14 февраля 2026 года |

## Другие страны
Для участия в конкурсе песни «Евровидение» требуется национальная вещательная компания с активным членством Европейского вещательного союза (ЕВС), которая сможет транслировать конкурс через сеть «Евровидение». ЕВС регулярно рассылает приглашения на участие в конкурсе всем активным членам.

### Возможное возвращение

#### Активные члены ЕВС
- Румыния — 14 апреля 2025 года Дэн Туртурикэ, директор румынского телевещателя TVR, заявил, что Румыния вернётся на «Евровидение», когда «отношения между вещателем и музыкальными продюсерами будут перезапущены» и когда «смогут по-настоящему вывести на сцену „Евровидения“ артистов из Румынии, которые действительно находятся на вершине музыкальной индустрии»[58]. Тем не менее, румынский телевещатель TVR ещё не сделал какого-либо заявления относительно участия Румынии в конкурсе 2026 года.

### Отказ
- Андорра — 25 мая 2025 года андорранский телевещатель RTVA заявил, что страна не вернётся на конкурс в 2026 году[59]. Последний раз Андорра принимала участие в 2009 году.
- Босния и Герцеговина — 16 мая 2025 года бывшая глава делегации Боснии и Герцеговины на «Евровидении», Лейла Бабович, в интервью телеканалу BHRT рассказала, что страна будет готова вернуться на конкурс, как только вещатель получит стабильное финансирование, но также надеется и на поддержку спонсоров. По мнению Бабович, если в ноябре нынешнего года финансовые вопросы будут улажены, боснийский вещатель готов рассмотреть вопрос о возвращении на конкурс уже в 2026 году[60]. 14 июня 2025 года Лейла Бабович добавила, что страна в настоящее время не может вернуться даже при поддержке спонсора, поскольку ЕВС требует сначала погасить весь долг[61]. 9 июля 2025 года боснийский телевещатель BHRT окончательно подтвердил, что страна не вернётся на конкурс в 2026 году[62]. Последний раз Босния и Герцеговина принимала участие в 2016 году.
- Словакия — 23 июля 2025 года Филип Пуховски, пресс-секретарь словацкого телевещателя STVR, заявил, что страна не примет участия в конкурсе 2026 года в связи со сложным финансовым положением вещателя. Тем не менее, вещатель всё ещё рассматривает возможности возвращения к участию в будущем[63]. Последний раз Словакия принимала участие в 2012 году.

#### Возможный отказ
- Сан-Марино — 8 июля 2025 года решением Государственного конгресса был подтверждён продлённый до 2028 года контракт с компанией Media Evolution на проведение национального отбора San Marino Song Contest, проводящегося с 2022 года. Media Evolution будет работать совместно с San Marino RTV над выбором представителя страны[64]. Однако 5 августа 2025 года вещатель San Marino RTV заявил, что это не является подтверждением участия Сан-Марино в конкурсе 2026 года, и окончательное решение по этому вопросу ещё не принято[65].

#### Возможная дисквалификация
- Израиль — 3 июля 2025 года по итогам ассамблеи Европейского вещательного союза было объявлено, что окончательное решение касаемо участия Израиля в конкурсе следующего года будет объявлено зимой и будет зависеть от статуса израильско-палестинского конфликта[66]. Несколькими днями ранее вещатель Израиля IPBC заявил о намерении принять участие в предстоящем конкурсе[67]. Исландский телевещатель RÚV стал первой телекомпанией, который публично потребовал дисквалификации Израиля с конкурса[68]. Однако, по утверждению бывшего члена израильской делегации на Евровидении Амира Алона, вещатели из Италии и Германии пригрозили отказаться от участия в конкурсе следующего года, если Израиль будет исключён без чётких юридических оснований[69].

#### Возможный дебют
- Казахстан — 8 июля 2025 года председатель совета директоров агентства «Хабар» Кемельбек Ойшыбаев сообщил, что на Генеральной ассамблее ЕВС обсудил с генеральным директором союза Ноэлем Курраном возможность участия Казахстана в Евровидении. По его словам, вопрос планируют рассмотреть на следующем заседании организации[70].

### Неясный статус
Страны, приведённые ниже, принимали участие в конкурсе 2025 года, но ещё не подтвердили участие в конкурсе 2026 года:
- Австралия
- Армения
- Бельгия
- Грузия
- Ирландия
- Исландия
- Италия
- Польша
- Португалия
- Словения
- Украина
- Франция
- Хорватия
- Черногория
- Чехия
- Эстония

Страны, ранее принимавшие участие в конкурсе, но не участвовавшие в конкурсе 2025 года и не подтвердившие своё участие в конкурсе 2026 года:
- Болгария
- Венгрия
- Марокко
- Молдова
- Монако
- Северная Македония
- Турция

## Система голосования
Каждая страна отдаёт два комплекта баллов (от 1 до 8, 10 и 12): один комплект от национального жюри, а другой — от телезрителей. В полуфиналах учитывается только зрительское голосование. В финале — 50 % жюри + 50 % телезрители. Также во всех трёх шоу зрители из не участвующих стран могут голосовать через специальную онлайн-платформу, и их голоса в сумме начисляются как один комплект баллов.